# Pelidnota mantillerii
Pelidnota mantillerii är en skalbaggsart som beskrevs av Soula 2009. Pelidnota mantillerii ingår i släktet Pelidnota och familjen Rutelidae. Inga underarter finns listade i Catalogue of Life.